# La Chose (nouvelle)
Pour les articles homonymes, voir La Chose et Thing.
La Chose (titre original : The Thing) est une nouvelle fantastique de Richard Matheson, parue en mai 1951.

## Publications

### Publications aux États-Unis
La nouvelle paraît pour la première fois dans le pulp magazine Marvel Science Stories (en) en mai 1951. La nouvelle est republiée en 1979 dans une version corrigée par l'auteur. 

### Publications en France
Elle a été traduite par Daniel Riche et publiée pour la première fois en France en 1981  dans l'anthologie Le Livre d'or de la science-fiction : Richard Matheson puis en 1990 dans l'anthologie Journal d'un monstre. 
Cette nouvelle est republiée en 1999 dans une traduction révisée par Jacques Chambon, dans le recueil Derrière l'écran, premier volet de l'intégrale des nouvelles de Matheson paru chez Flammarion puis en 2000 dans la collection Librio dans le recueil La Maison enragée et autres nouvelles fantastiques.
Enfin elle figure dans le volume poche Nouvelles, tome 1, 1950-1953 (Richard Matheson: Collected Stories) paru en 2003 chez J'ai lu.